# غريسون فالي
غريسون فالي (بالإنجليزية: Grayson Valley)‏ هي مدينة أمريكية تقع في ولاية ألاباما.تبلغ مساحة هذه المدينة 5.2 (كم²)،ويبلغ عدد سكانها 5736 نسمة حسب إحصاء سنة 2010 م.تشير الإحصاءات بأن الكثافة السكانية في هذه المدينة تقدر بـ(auto) نسمة/كم2.